# Thurey
Thurey é uma comuna francesa na região administrativa de Borgonha-Franco-Condado, no departamento Saône-et-Loire. Estende-se por uma área de 18,63 km². Em 2010 a comuna tinha 460 habitantes (densidade: 24,7 hab./km²).